# Roberta Ponziani
Roberta Ponziani (Teramo, 4 agosto 1996) è una pilota motociclistica italiana.

## Carriera

### Gli inizi
Affascinata dalle gare di motociclismo viste nella pista di minimoto vicino casa, convince il padre a farle provare una moto. Inizia quindi a gareggiare all'età di nove anni. Nel biennio 2014-2015 è campionessa del CIV Junior Minimoto. Nel 2016 prende parte alla R3 Cup Italiana, evento che disputa fino al 2019, anno in cui si classifica undicesima assoluta e prima fra le donne. dal 2019 al 2023 è impegnata nel campionato europeo femminile dove si classifica al terzo posto per quattro volte.

### Mondiale WCR
Nel 2024 è pilota titolare nell'edizione inaugurale del Campionato mondiale WCR ingaggiata dal team Yamaha Motoxracing. Nonostante la maggior esperienza e preparazione delle colleghe spagnole, riesce comunque a ottenere con costanza piazzamenti importanti (non fa mai peggio di settima nelle gare portate a termine). In occasione del Gran Premio di Cremona, grazie al giro più veloce di gara uno, si assicura la partenza in prima posizione per la seconda prova: in questa circostanza conquista il suo primo podio iridato chiudendo seconda. Al termine della stagione è quinta assoluta e viene annunciato il suo passaggio per il 2025 in Forward Racing a fianco della vice-campionessa María Herrera.

## Risultati nel mondiale WCR
| 2024 | Moto   |   |   |   |     |   |   |   |   |   |   |   |   | Punti | Pos. |
| ---- | ------ | - | - | - | --- | - | - | - | - | - | - | - | - | ----- | ---- |
| 2024 | Yamaha | 4 | 5 | 5 | Rit | 6 | 5 | 4 | 2 | 7 | 5 | 4 | 4 | 135   | 5º   |

| 2025 | Moto   |   |   |   |   |    |   |   |   |  |  |  |  | Punti | Pos. |
| ---- | ------ | - | - | - | - | -- | - | - | - |  |  |  |  | ----- | ---- |
| 2025 | Yamaha | 5 | 4 | 1 | 2 | 10 | 5 | 4 | 4 |  |  |  |  | 112   |      |

| Legenda | 1º posto        | 2º posto            | 3º posto           | A punti      | Senza punti        | Grassetto – Pole position Corsivo – Giro più veloce |
| Legenda | Gara non valida | Non qual./Non part. | Ritirato/Non class | Squalificato | '-' Dato non disp. | Grassetto – Pole position Corsivo – Giro più veloce |